# François de Bovet
François de Bovet (ur. 21 marca 1745, zm. 6 kwietnia 1838) – od roku 1789 biskup Sisteron, od 1817 arcybiskup Tuluzy.

## Linia de Boveta
Znana jest data jego konsekracji na biskupa: 13 września 1789 w Paryżu. Nie zachowały się natomiast inne szczegóły dotyczące tego wydarzenia, a więc w szczególności nazwisko biskupa, który udzielił mu święceń. Ponieważ część obecnie żyjących biskupów może prześledzić swoją sukcesję apostolską właśnie do niego, osoba biskupa Fraçoisa de Bovet ma duże znaczenie historyczne dla Kościoła rzymskokatolickiego.
Obecnie żyje 5 biskupów z linii de Boveta:
- Antony Selvanayagam (emerytowany biskup Penang)
- Murphy Pakiam (emerytowany arcybiskup Kuala Lumpur)
- Sebastian Francis (biskup Penang)
- John Baptist Tseng Chien-tsi (biskup pomocniczy Hualian)
- Petrus Boddeng Timang (biskup Banjarmasin)